# Cyphostemma echinocarpa
Cyphostemma echinocarpa är en vinväxtart som beskrevs av Descoings. Cyphostemma echinocarpa ingår i släktet Cyphostemma och familjen vinväxter. Inga underarter finns listade i Catalogue of Life.